# Organização de Energia Atômica do Irã
A Organização de Energia Atômica do Irã é o órgão oficial responsável pela implementação das regulamentações e operação das instalações de energia nuclear no Irã.
Sua sede fica ao norte do bairro de Amir Abad, na capital Teerã, e as instalações nucleares propriamente ditas encontram-se distribuídas pelo país. O órgão é atualmente chefiado pelo ex-representante iraniano na Agência Internacional de Energia Atômica, Ali Akbar Salehi, após a saída voluntária de Gholam Aghazadeh em 2009.

## História
As pesquisas nucleares no Irã tiveram início na década de 1950, com a ajuda do programa Atoms for Peace, do então presidente estadunidense Dwight D. Eisenhower. A Organização de Energia Atômica do Irã foi fundada em 1973 para dar suporte e controlar as atividades de transformação de energia nuclear em energia elétrica no país, tendo o cientista Akbar Etemad como Diretor, com planos de construir 20 usinas nucleares no país.
Em 1979, após a Revolução Iraniana, o aiatolá Khomeini proibiu o programa nuclear por considerá-lo anti-islâmico. Tal proibição perdurou até 1984, quando o programa foi retomado com a construção da usina de Bushehr.

## Subdivisões
A Organização de Energia Atômica do Irã possui quatro subdivisões técnicas:
- Divisão de Produção de Combustível Nuclear – responsável pela pesquisa e desenvolvimento do ciclo do combustível nuclear, incluindo exploração, mineração, armazenamento, conversão e destinamento final de urânio;

- Divisão de Usinas Nucleares – planejamento, construção, comissionamento, descomissionamento e segurança nuclear das usinas iranianas;

- Divisão de Pesquisa – planejamento e guia dos projetos de pesquisa, contando com oito centros de pesquisa no país;

- Divisão de Relações Internacionais – comunicação e cooperação com a Agência Internacional de Energia Atômica, mantém uma delegação permanente em Viena, Áustria, e outra em Moscou, Rússia.